# Женска ватерполо репрезентација Кине
Женска ватерполо репрезентација Кине представља Кину на међународним такмичењима у ватерполу за жене. На међународној сцени Кина зазузима важнију улогу од 2008. и Олимпијских игара у Пекингу и водећу улогу у азијском женском ватерполу. Највећи успех репрезентације је освојена сребрна медаља на Светском првенству и злато у Светској лиги. 

## Резултати

### Летње олимпијске игре
| Олим. игре   | Учествовање           | Пласман               | ИГ                    | П                     | Н                     | И                     | ГД                    | ГП                    | ГР                    |
| ------------ | --------------------- | --------------------- | --------------------- | --------------------- | --------------------- | --------------------- | --------------------- | --------------------- | --------------------- |
| Сиднеј 2000. | Није се квалификовала | Није се квалификовала | Није се квалификовала | Није се квалификовала | Није се квалификовала | Није се квалификовала | Није се квалификовала | Није се квалификовала | Није се квалификовала |
| Атина 2004.  | Није се квалификовала | Није се квалификовала | Није се квалификовала | Није се квалификовала | Није се квалификовала | Није се квалификовала | Није се квалификовала | Није се квалификовала | Није се квалификовала |
| Пекинг 2008. | Четвртфинале          | 5. место              | 5                     | 2                     | 0                     | 3                     | 54                    | 52                    | +2                    |
| Лондон 2012. | Четвртфинале          | 5. место              | 6                     | 2                     | 0                     | 4                     | 70                    | 74                    | -4                    |
| Рио 2016.    | Четвртфинале          | 7. место              | 6                     | 1                     | 0                     | 5                     | 46                    | 65                    | -19                   |
| Токио 2020.  | Четвртфинале          | 8. место              | 7                     | 3                     | 0                     | 4                     | 75                    | 86                    | -19                   |
| Париз 2024.  | Групна фаза           | 10. место             | 4                     | 0                     | 0                     | 4                     | 34                    | 51                    | -17                   |
|              | Укупно                |                       | 28                    | 8                     | 0                     | 20                    | 279                   | 328                   | -57                   |

### Светско првенство
- 1986. – Није учествовала
- 1991. – Није учествовала
- 1994. – Није учествовала
- 1998. – Није учествовала
- 2001. – Није учествовала
- 2003. – Није учествовала
- 2005. – 16. место
- 2007. – 14. место
- 2009. – 11. место
- 2011. –  2. место
- 2013. – 9. место
- 2015. – 5. место

### Светска лига
- 2006. – Квалификациони турнир
- 2007. – 6. место
- 2008. – 5. место
- 2009. – 5. место
- 2010. – 5. место
- 2011. – 4. место
- 2012. – 4. место
- 2013. –  Шампион
- 2014. – 4. место
- 2015. – 4. место
- 2016. – 4. место

### Светски куп
- 2010. –  3. место
- 2014. – 4. место